# SN 2009lj
SN 2009lj – supernowa typu Ic odkryta 13 listopada 2009 roku w galaktyce NGC 1233. W momencie odkrycia miała maksymalną jasność 19,00m.